# Temperatura negativa
Temperatura negativa refere-se, em sentido lato e coloquial, a temperaturas expressas em números negativos numa determinada escala termométrica, como a de Celsius ou de Fahrenheit. Em física, o termo refere-se sobretudo a temperaturas abaixo do zero absoluto. Quando usado coloquialmente, o termo "temperatura negativa" pode referir-se a temperaturas mais frias do que o zero da escala usada mas ainda assim acima — frequentemente bastante acima — do que o zero absoluto.

## Descrição
Temperaturas abaixo do zero absoluto só são possíveis em alguns sistemas e são caracterizadas por serem mais energéticas do que as temperaturas positivas para o mesmo sistema. Apesar de a priori tal parecer paradoxal, um sistema com uma verdadeira temperatura negativa na escala de Kelvin é mais quente do que qualquer sistema com uma temperatura positiva. Se um sistema com temperatura negativa entra em contacto com um sistema com temperatura positiva, o calor irá fluir do primeiro para o segundo sistema.
Se a temperatura absoluta for interpretada como a energia cinética média do sistema não existem temperaturas negativas. Estas só não são paradoxais definindo de forma mais rigorosa a temperatura como uma relação entre a energia e a entropia, com o recíproco do beta termodinâmico como uma quantidade mais fundamental. Um sistema com temperatura positiva aumenta a sua entropia à medida que se adiciona energia ao sistema, enquanto que na mesma situação um sistema com temperatura negativa diminuem de entropia.
A maior parte dos sistemas mais familiares não podem atingir temperaturas negativas porque a adição de energia aumenta sempre a sua entropia. A possibilidade de diminuir a entropia pelo aumento de energia requer que o sistema "sature" em entropia, com baixo número níveis de alta energia. Este tipo de sistemas, limitados por uma quantidade máxima de energia, são geralmente impossíveis em termodinâmica clássica, pelo que a temperatura negativa é um fenómeno estritamente quântico. Contudo há alguns sistemas que só suportam uma quantidade máxima de energia e, à medida que se aproximam desse limite de energia a sua entropia começa realmente a diminuir.
Apesar de pouco realista, um modelo simples que possui temperatura negativas é um sistema composto por N partículas independentes que podem estar em apenas dois estados com energias +ε ou -ε.[carece de fontes?]
Em termos macroscópicos, relevante para a maior parte das pessoas, a temperatura negativa ocorre quando a temperatura é menor do que zero na escala em consideração. Por exemplo, a temperatura de 100 Kelvin é equivalente a -173,15 °C, uma temperatura negativa na escala Celsius. A temperatura de sistemas macroscópicos pode ter valores negativos nas escalas onde o zero da escala em uso corresponda a uma temperatura superior ao zero Kelvin. Em princípio, temperaturas negativas são impossíveis quando considerada a escala Kelvin.
Há entretanto, para alguns sistemas específicos e dentro de certas condições que em geral implicam que o sistema não esteja em seu equilíbrio termodinâmico, a possibilidade de expressar-se uma configuração do sistema mediante uma temperatura absoluta numericamente menor do que o zero absoluto. No entanto, em tal situação, um sistema com temperatura negativa não é "mais frio" do que o zero absoluto; ao contrário, é "mais quente" do que qualquer outro sistema com temperatura absoluta positiva envolvido no problema. A temperatura negativa é "mais quente" porque, quando um sistema com temperatura negativa entra em contato com um sistema com temperatura positiva, mesmo com valores de temperatura tão altos quanto se queira, há passagem de energia - calor - do sistema em temperatura absoluta negativa para o que encontra-se com temperatura positiva, não importando quão grande esta seja. Isto decorre do fato que, para o sistema com temperatura absoluta negativa uma diminuição (e não um aumento) de sua energia interna leva a um aumento em sua entropia, e quanto maior for a energia que ele transferir para o outro sistema maior o aumento de sua entropia. Ele porta-se assim de forma completamente oposta ao comportamento esperado para qualquer sistema que esteja em seu equilíbrio termodinâmico. Como o outro sistema apresenta comportamento normal, não importando quão grande é a sua temperatura, a energia por ele recebida também aumentará a entropia deste, e juntos, a transferência de energia do sistema em temperatura negativa para o sistema em temperatura positiva leva a um considerável aumento da entropia total dos sistema formado pelos dois juntos, aumento maior do que seria esperado se ambos tivessem temperaturas diferentes mas positivas. A segunda lei da termodinâmica nos garante que este será justamente o caso a ocorrer. Repare que se os dois sistemas têm temperaturas positivas, um deles (o que tem maior temperatura) tem a sua entropia reduzida às custas do aumento da entropia igual ou maior no outro (no de menor temperatura). No sistema exótico aqui considerado ambos os sistemas envolvidos aumentam sua entropia com a transferência de calor entre eles.
Um exemplo de um sistema com temperatura absoluta negativa é o interior da ampola de um laser hélio neônio em funcionamento. Para as considerações aqui envolvidas basta considerar-se o elemento neônio, e neste caso há, para este sistema, dois estados de energia possíveis para os elétrons. Com o laser desligado e o sistema no estado de equilíbrio térmico a baixa temperatura uma porcentagem próxima a 100% dos elétrons encontra-se em seu estado de menor energia (estado fundamental), e uns poucos, devido à energia térmica, encontram-se nos estados excitados. Elevando-se a temperatura do sistema sem entretanto ligar o laser, transferindo ao mesmo energia na forma de calor, a exemplo, quanto maior for a temperatura maior será a percentagem de ocupação do nível excitado e já considerando temperaturas absolutas extremamente altas, quanto maior a temperatura mais próximo de uma ocupação de 50% o nível mais energético estará. Mantido o equilíbrio térmico, no limite de uma temperatura absoluta infinitamente grande a ocupação do nível mais energético estará em 50%, o mesmo ocorrendo para o nível fundamental. Repare que em seu comportamento normal, a transferência de energia para o sistema sempre provoca um aumento em sua entropia e um aumento da "desordem" do sistema, que se transforma de um sistema bem organizado, com a grande maioria dos elétrons no estado fundamental, para um sistema o mais desorganizado e com a maior entropia possível, onde os dois estados encontram-se igualmente populados. Nunca há, para o estado de equilíbrio termodinâmico, uma "inversão de população" entre os estados excitado e fundamental, de forma que a ocupação dos estados fundamentais é sempre maior do que a dos excitados para qualquer temperatura absoluta positiva.[carece de fontes?]
Ligando-se o laser, entretanto, esta "inversão de população" ocorre de forma notória e em funcionamento a ocupação dos estados excitados é consideravelmente maior do que a ocupação dos estados fundamentais, sendo este o princípio de funcionamento do laser. Nesta situação é necessária uma diminuição na energia interna total do sistema e não um aumento da mesma para que o sistema caminhe em direção à igualdade de populações nos dois estados e em direção a um aumento em sua entropia, e, em acordo com a definição termodinâmica de temperatura absoluta, tal situação implica certamente uma temperatura absoluta negativa visto que a temperatura mede justamente como a energia interna varia em função de uma variação em sua entropia. Deve-se retirar energia do sistema para que os elétrons do estado excitado retornem ao fundamental e neste caso aumente a entropia do sistema. Assim, para um laser conforme descrito e em funcionamento, sua temperatura absoluta é certamente negativa.[carece de fontes?]